# Iteovité
Iteovité (Iteaceae) je čeleď vyšších dvouděložných rostlin z řádu lomikamenotvaré (Saxifragales). Jsou to dřeviny s jednoduchými listy a pravidelnými květy většinou v bohatých květenstvích. Čeleď zahrnuje asi 30 druhů ve 2 rodech. Je rozšířena v Asii, Severní Americe a Africe. Itea virginská je v České republice zřídka pěstována jako okrasný keř.

## Popis
Zástupci iteovitých jsou opadavé nebo stálezelené keře a stromy se střídavými jednoduchými listy s palisty. Čepel listů je celokrajná nebo častěji zubatá. Květy jsou jednopohlavné nebo oboupohlavné, v koncových nebo úžlabních, obvykle mnohokvětých hroznech nebo hroznovitých latách či chudých vrcholících (Pterostemon), s češulí nebo bez patrného hypanthia. Kalich je složený z 5 lístků srostlých v kališní trubku. Koruna je pětičetná. Tyčinek je 5, přirostlých k okraji disku, u rodu Pterostemon je navíc přítomno 5 staminodií. Semeník je svrchní nebo polospodní, srostlý ze 2 plodolistů s mnoha vajíčky a volnými čnělkami (Itea) nebo spodní z 5 plodolistů (Pterostemon) s několika vajíčky a 1 čnělkou. Plodem je tobolka.

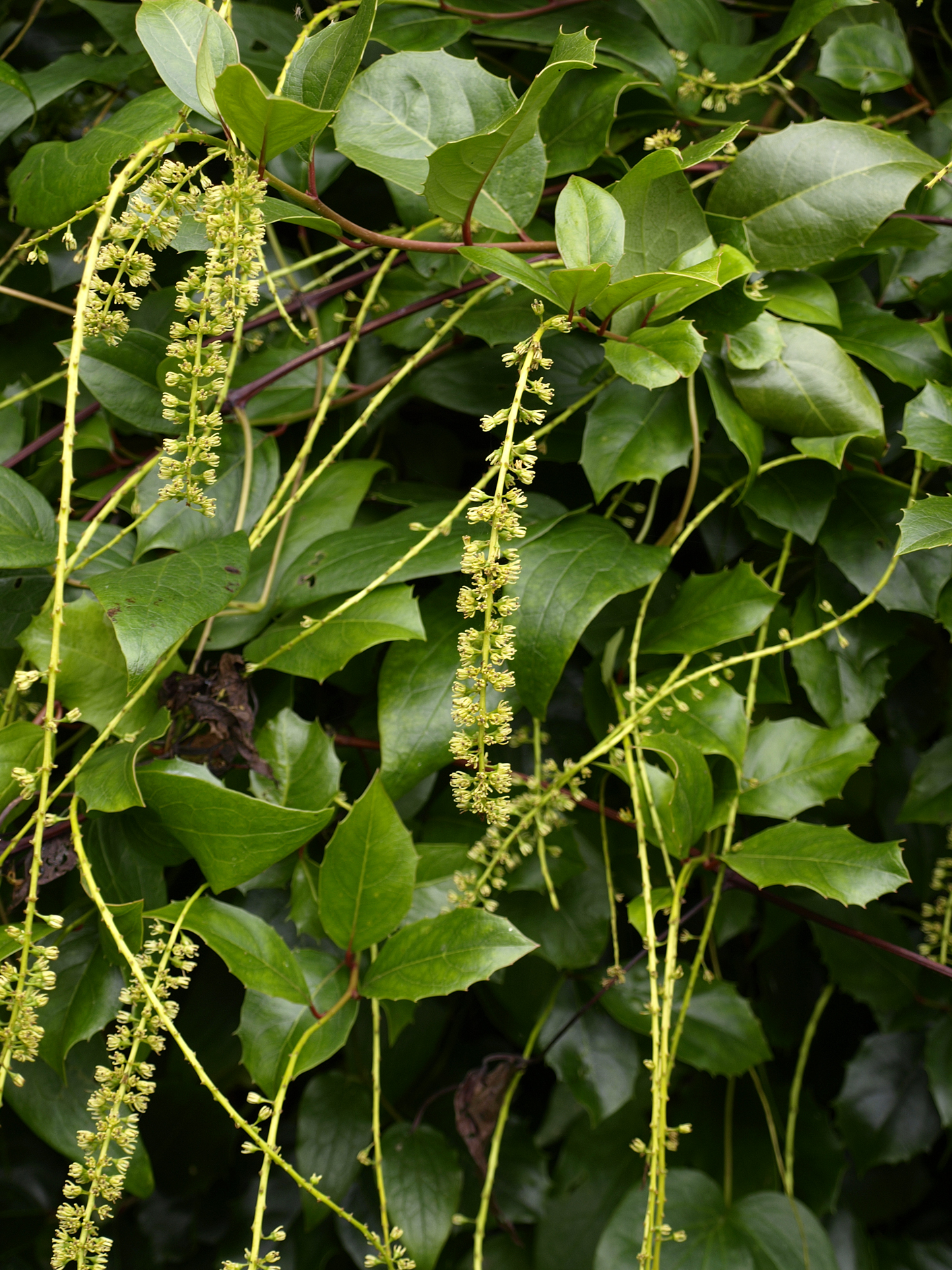
Itea illicifolia
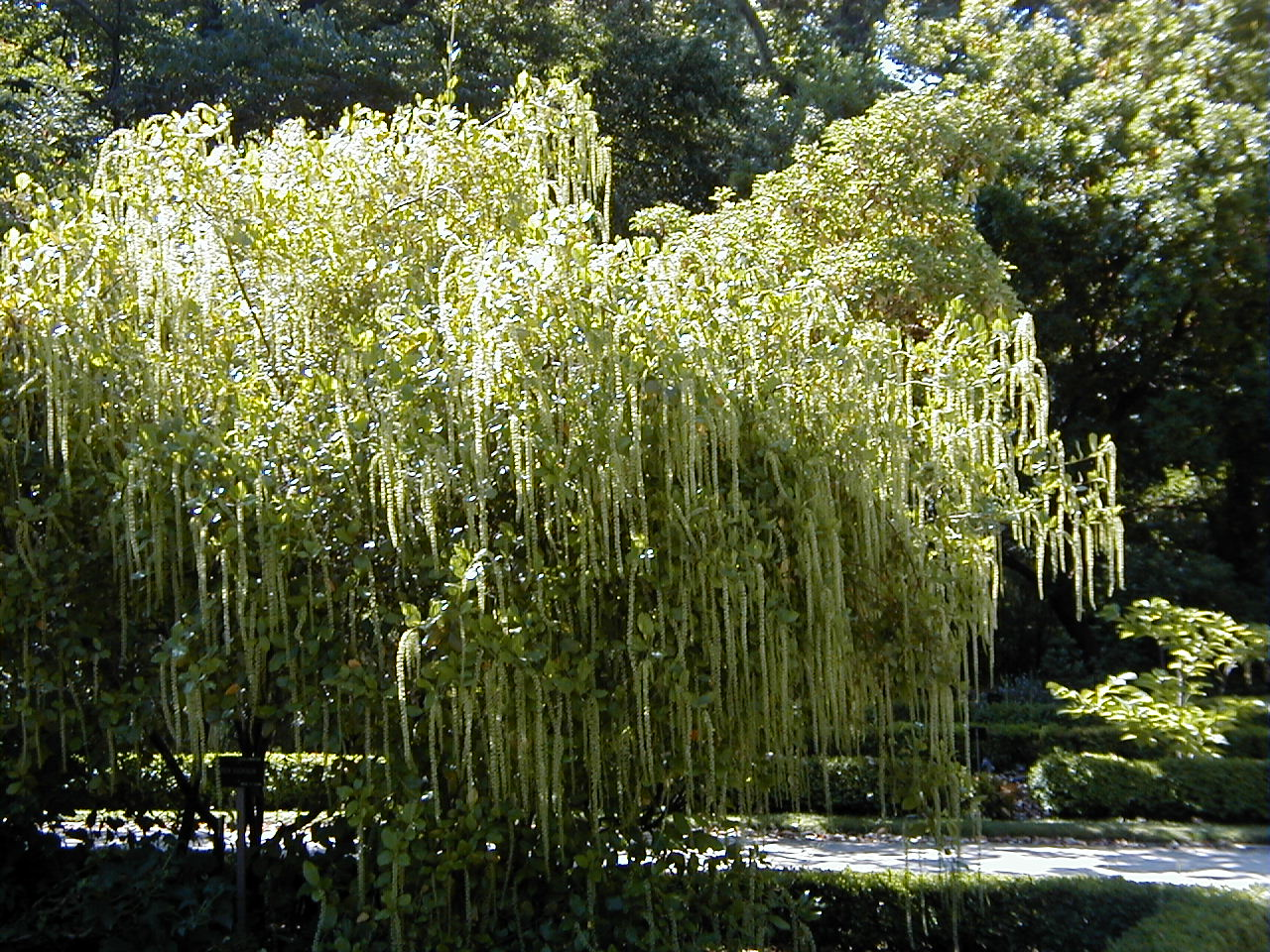
Itea illicifolia
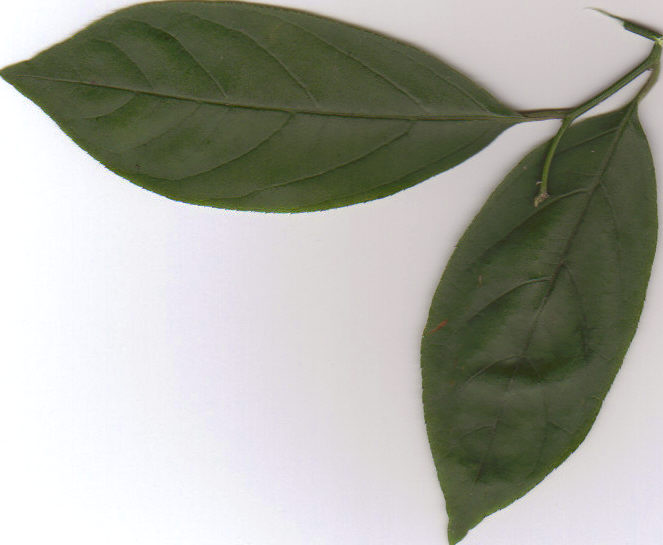
Itea virginská (Itea virginica)

## Rozšíření
Čeleď zahrnuje asi 30 druhů ve 2 rodech. Rod itea zahrnuje asi 28 druhů a vyskytuje se v Asii, Severní Americe a Africe. Nejvíce druhů je ve východní a jihovýchodní Asii, itea virginská roste na jihovýchodě Severní Ameriky. Rod Pterostemon se vyskytuje ve 3 druzích v suchých horských oblastech ve středním a jižním Mexiku. Druh Itea rhamnoides je rozšířen v jižní a východní Africe, v minulosti byl řazen do monotypického samostatného rodu Choristylis.

## Taxonomie
Rod Itea byl původně řazen v jiných čeledích v rámci řádu lomikamenotvaré (Saxifragales) - lomikamenovité (Saxifragaceae) nebo meruzalkovité (Grossulariaceae), anebo v čeledi zábludovité (Escalloniaceae).
Rod Pterostemon byl zařazen Cronquistem do čeledi meruzalkovité (Grossulariaceae). V Tachtadžjanově systému je veden v samostatné čeledi Pterostemonaceae v blízkosti čeledi Iteaceae. Molekulární výzkumy prokázaly, že Itea a Pterostemon jsou sesterské rody.

## Zástupci
- itea (Itea)[6]

## Význam
Itea virginská (Itea virginica) je v době květu atraktivní keř. V České republice je pěstována poměrně zřídka. Je uváděna v několika zahradních kultivarech i z českých botanických zahrad.

## Přehled rodů
Itea (včetně Choristylis), Pterostemon